# Carduelis carduelis
Il cardellino (Carduelis carduelis Linnaeus, 1758) è un uccello passeriforme appartenente alla famiglia dei Fringillidi.

## Etimologia

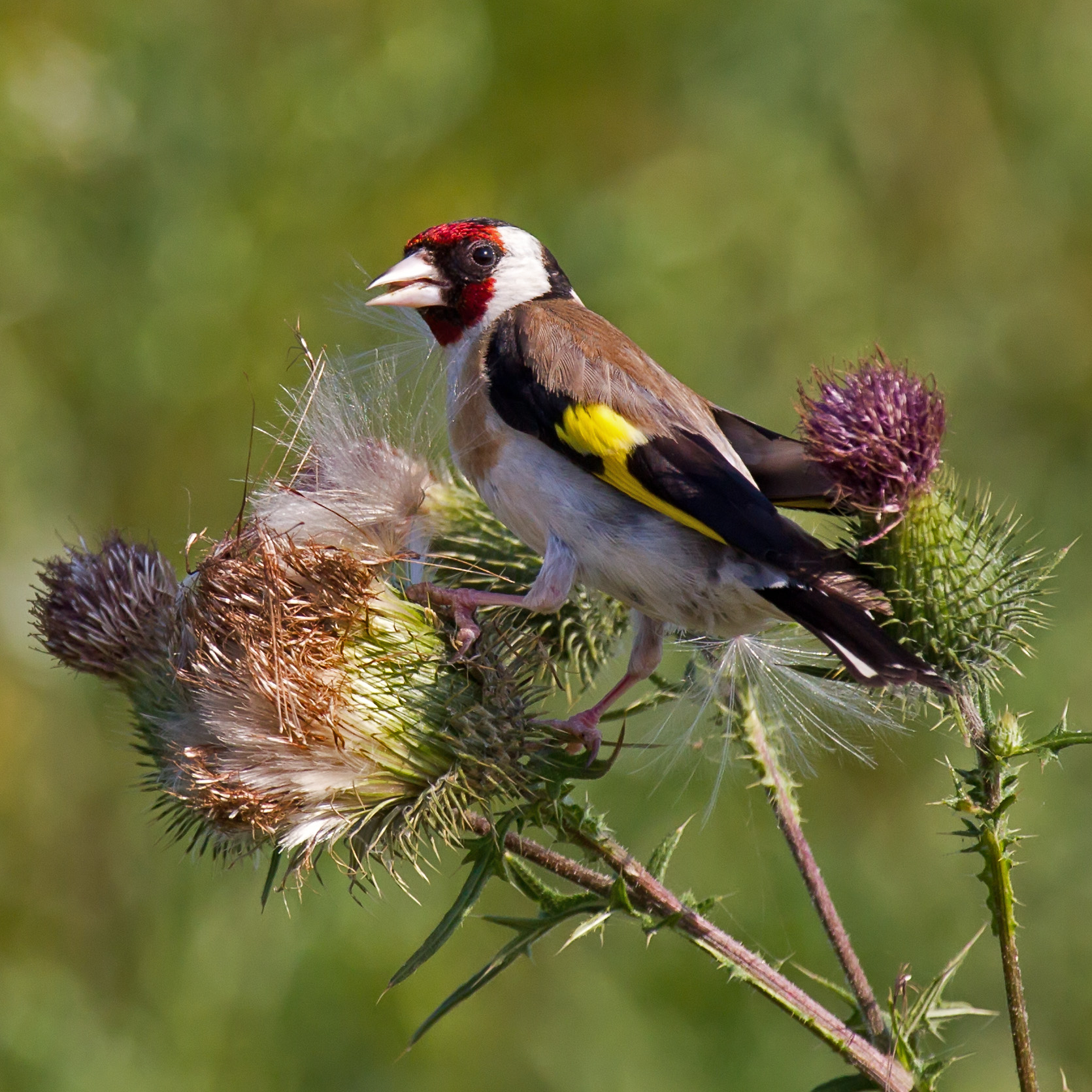
Cardellino si nutre di cardo a Marburgo, meritandosi il proprio appellativo.

Il nome scientifico della specie, carduelis, è un tautonimo, in quanto ripetizione di quello del genere: esso divenne tale quando la specie venne segregata dal genere Fringilla (dove l'aveva classificata Linneo nel suo Systema Naturae) per essere spostata in un genere a sé stante.
Carduelis era il nome con cui questi uccelli erano conosciuti nell'antica Roma, derivante (come del resto la sua controparte italiana, di diretta derivazione latina) dalla pianta del cardo, dei cui semi (specialmente di quelli del cardo rosso) i cardellini sono notoriamente ghiotti.

## Descrizione

### Dimensioni
Misura 10,5-13,5 cm di lunghezza, per 9,5-30 g di peso: la taglia dei cardellini segue una direttrice crescente in senso SW-NE, dalle piccole razze macaronesiane ai grandi cardellini siberiani.

### Aspetto

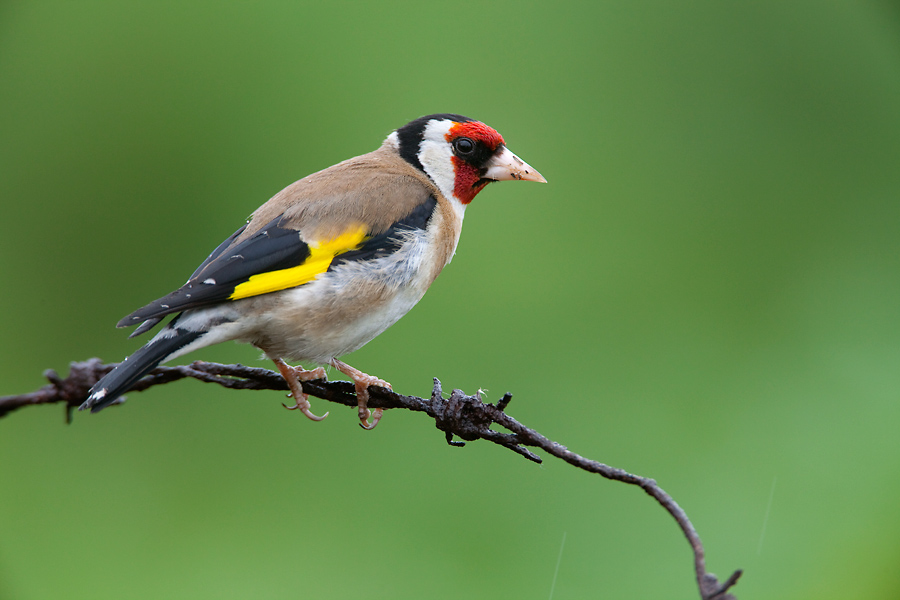
Maschio in natura.

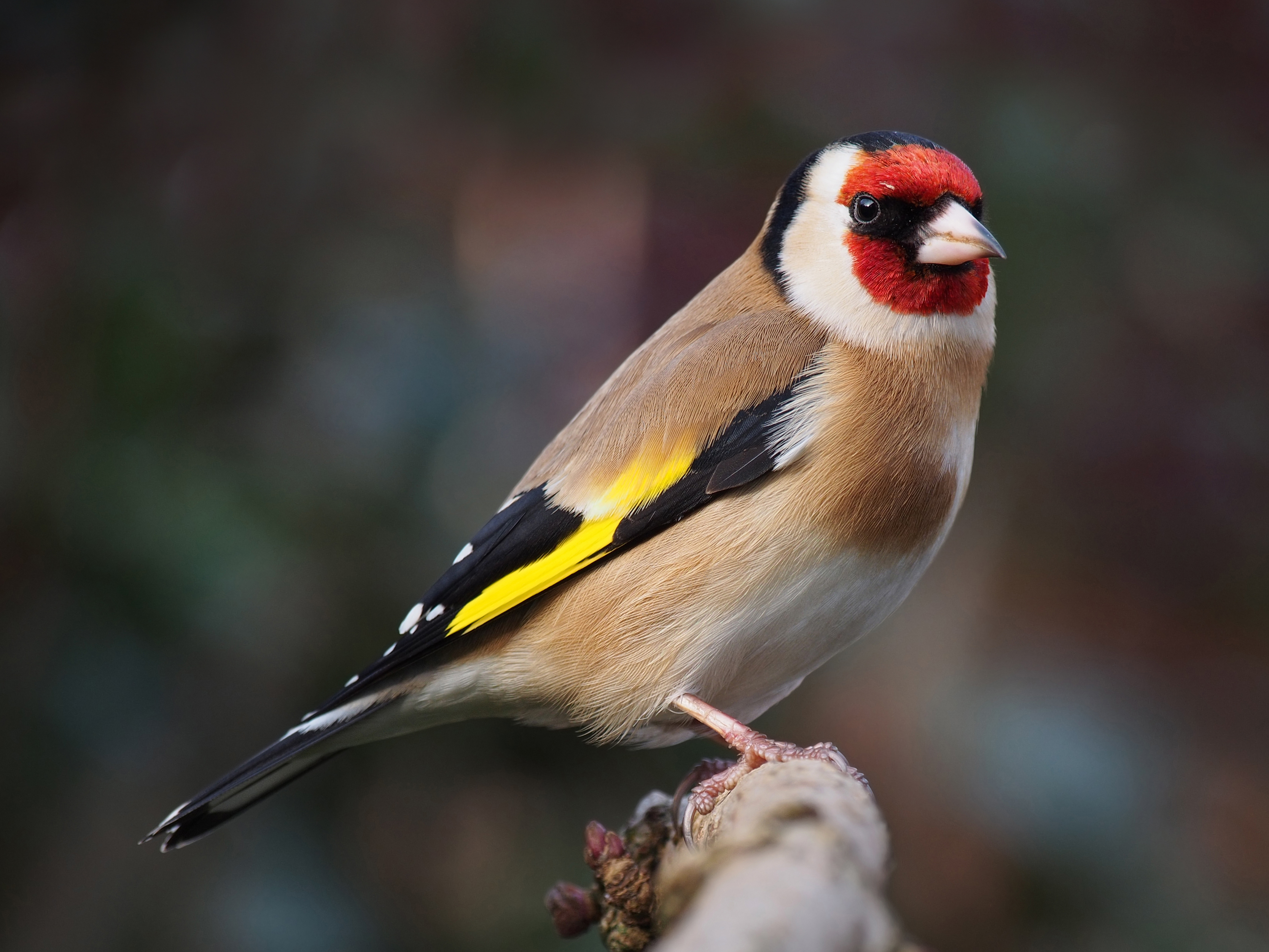
Femmina nel Lancashire.

Si tratta di piccoli uccelli dalla testa arrotondata, muniti di becco conico e appuntito, grandi occhi, ali appuntite e coda dalla punta lievemente forcuta.
La livrea è inconfondibile. I cardellini, infatti, presentano in entrambi i sessi la caratteristica mascherina facciale di colore rosso scuro, con una piccola banda nerastra che va dai lati del becco all'occhio: la mascherina rossa è orlata da un'ampia banda bianca che copre gola, orecchie e fronte, a sua volta orlata di nero. Dorso, fianchi e petto sono di un caldo colore bruno nelle popolazioni europee e grigio cenere in molte di quelle asiatiche: al centro del petto è presente una macchia circolare bianca, che si congiunge inferiormente al bianco del ventre e del sottocoda. Bianca è anche un'area a mezzaluna fra il nero nucale ed il bruno dorsale, così come bianchi sono il codione, una macchia circolare sulla punta di ciascuna delle remiganti e la parte centrale della punta della coda: quest'ultima, così come le ali, è di colore nero, con presenza di un'ampia banda alare di colore giallo sulle copritrici.
Il dimorfismo sessuale è presente, pur non essendo molto evidente. La mascherina rossa infatti supera completamente l'occhio nel maschio, soprattutto sul sopracciglio, mentre nella femmina difficilmente l'estensione del rosso facciale supera la metà dell'occhio: i colori del maschio sono inoltre generalmente più accentuati rispetto a quelli della femmina, in special modo su nuca e ali. Infine, i maschi hanno un aspetto generalmente più slanciato rispetto alle femmine, le quali a parità d'età tendono ad essere più pesanti.
In ambedue i sessi il becco è di color avorio con punta di colore nerastro, gli occhi sono di colore bruno scuro con cerchio perioculare nudo e di colore carnicino-grigiastro, e le zampe sono di color carnicino con unghie scure e lievemente ricurve.

## Biologia

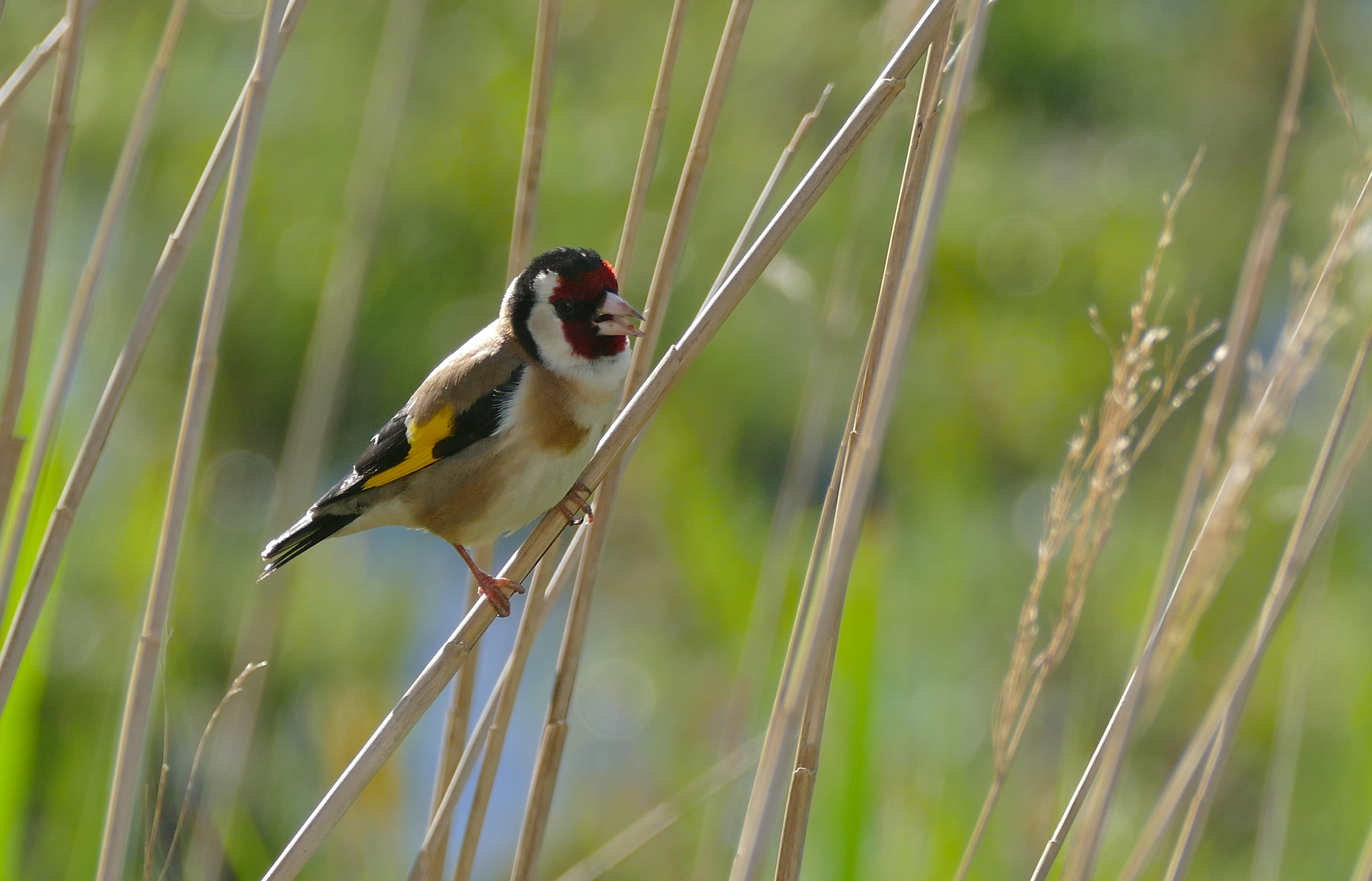
Maschio canta a Castelló d'Empúries.

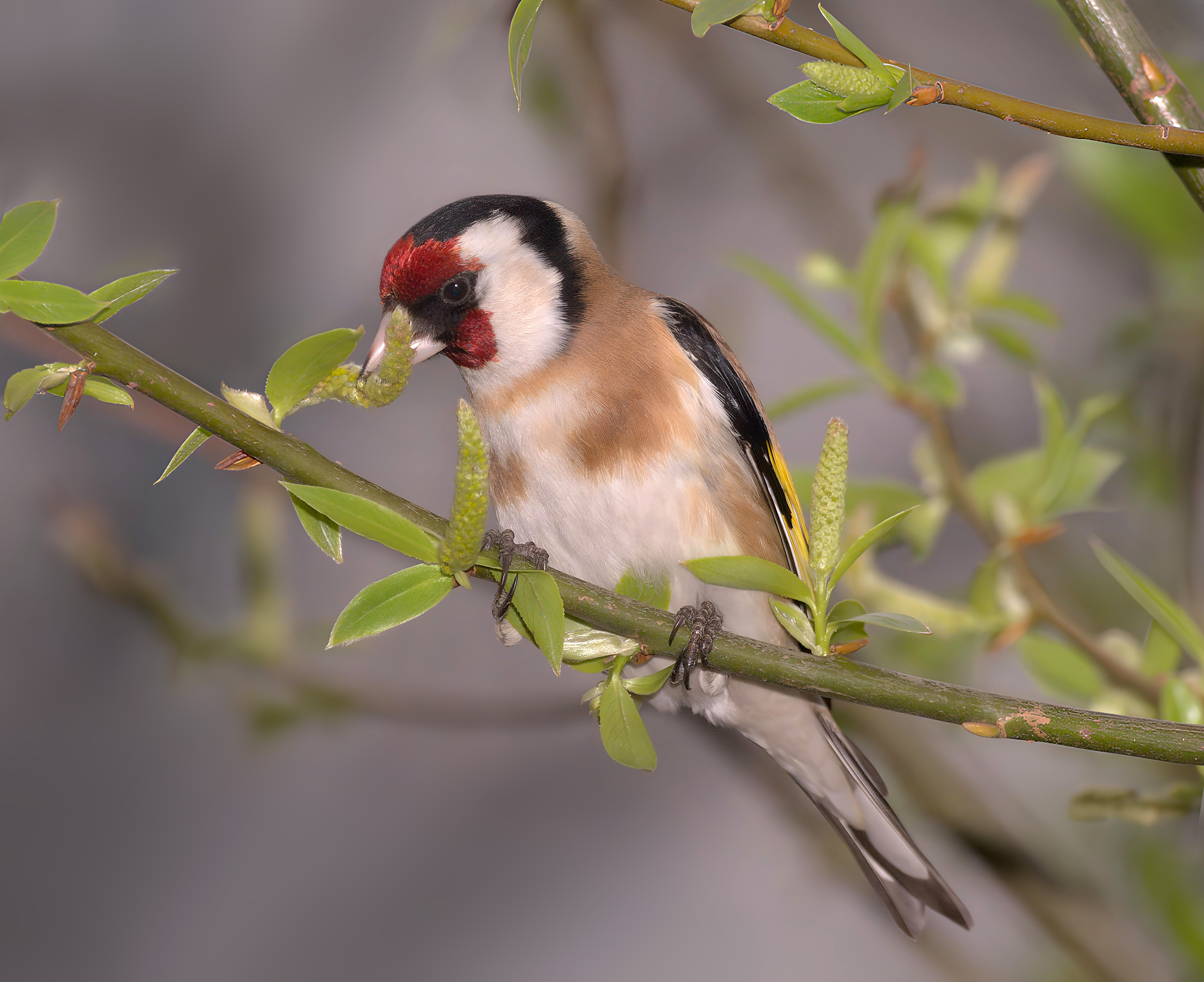
Сardellino su un ramo di salice.

Il cardellino è un uccello dalle abitudini essenzialmente diurne, che passa la maggior parte della giornata alla ricerca di cibo, mantenendosi generalmente fra l'erba alta o al suolo, per poi fare ritorno sul far della sera verso posatoi predefiniti al riparo fra i rami degli alberi, dove poter riposare.
All'infuori della stagione riproduttiva, i cardellini si muovono in piccoli stormi, che si tengono in contatto quasi costante fra loro mediante richiami cinguettanti (detti zic ed utilizzati dai bracconieri per attrarre esemplari selvatici da catturare), mentre durante la stessa le coppie tendono ad isolarsi ed appartarsi.
Il cardellino è particolarmente apprezzato per il suo canto melodioso: questo, emesso quasi unicamente dai maschi in amore (anche le femmine cantano di tanto in tanto, ma hanno un repertorio molto meno vasto e piuttosto monotono), appare continuo, sommesso e liquido. Il canto dei cardellini si compone di tre sequenze principali, emesse in modo casuale. Tali sequenze non hanno nomi standardizzati (come avviene per esempio fra i canarini da canto), ma sono note con numerosi termini dialettali (nella maggior parte dei casi onomatopeici): ad esempio, in Campania (dove l'allevamento del cardellino è molto radicato e diffuso da secoli) si riconoscono:
- Ble ble - duplice ripetizione della sillaba in questione (ble, nota anche come ueo), viene generalmente emessa (anche se non tutti i cardellini ne fanno uso) all'inizio del canto, talvolta preceduta da un verso veloce detto pliò, e ciascun maschio ha la sua "pronuncia";
- Zipè - ripetizione di due sillabe (appunto zì e pè) per almeno quattro volte, lievissimamente separate fra loro, rappresenta la melodia più classica emessa durante il canto;
- Ziò - sillaba finale di ogni sessione di canto;
- Rullo - emissione di suoni liquidi durante il canto, vagamente richiamanti i versi dei Malinois.

La sequenza pliò-ble ble-zipè-ziò e quella zipè-ble ble-ziò, emesse coi giusti tempi e la giusta scansione fra le sillabe, vengono considerate perfette dai giudici delle gare di canto, e gli esemplari in grado di emetterle senza errori sono estremamente pregiati. A differenza del canarino domestico, il cardellino è piuttosto poco influenzabile da parte dei fattori esterni per quanto concerne il canto, che parrebbe avere origine ereditaria.

### Alimentazione

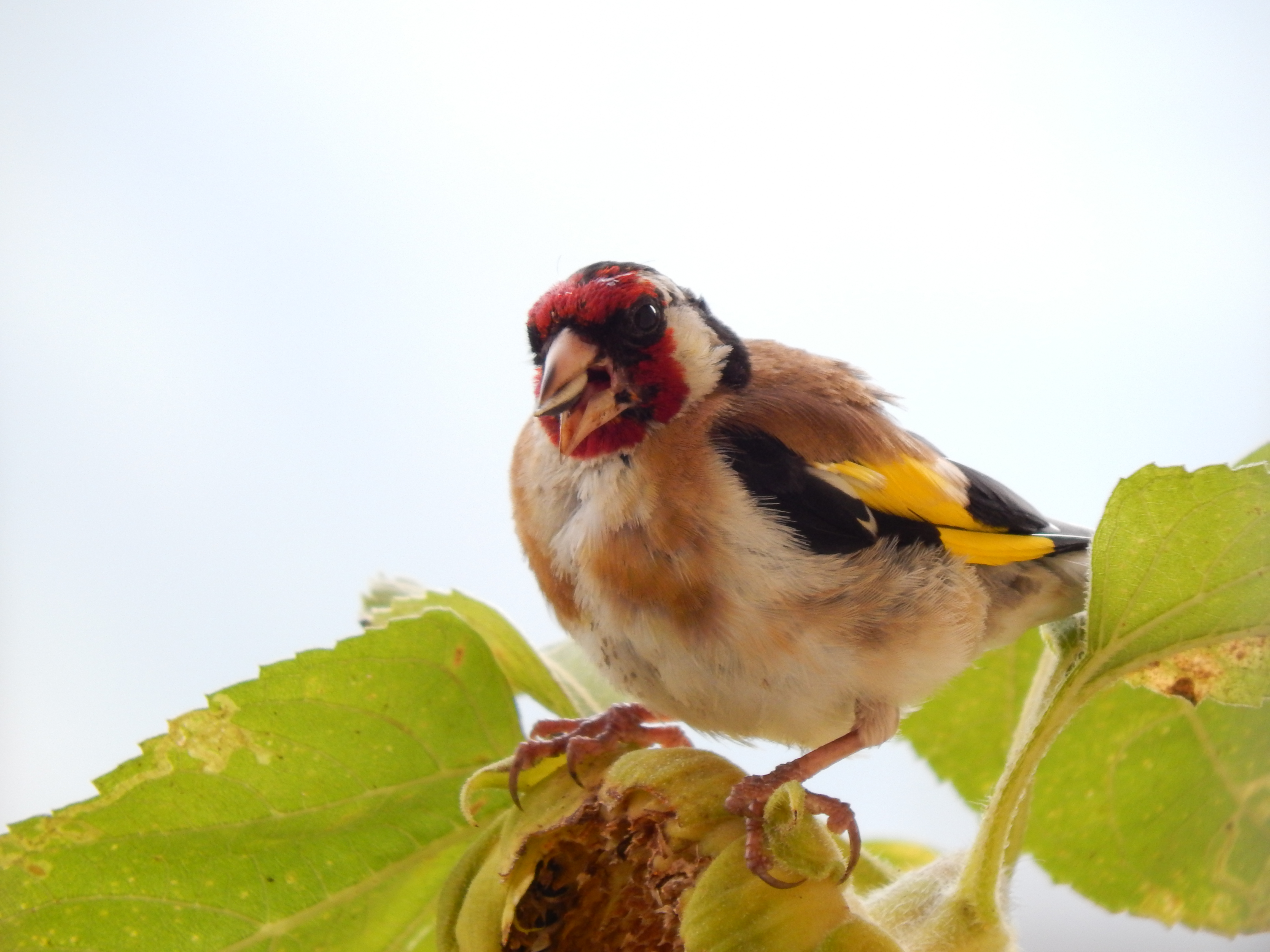
Esemplare si nutre di semi di girasole.

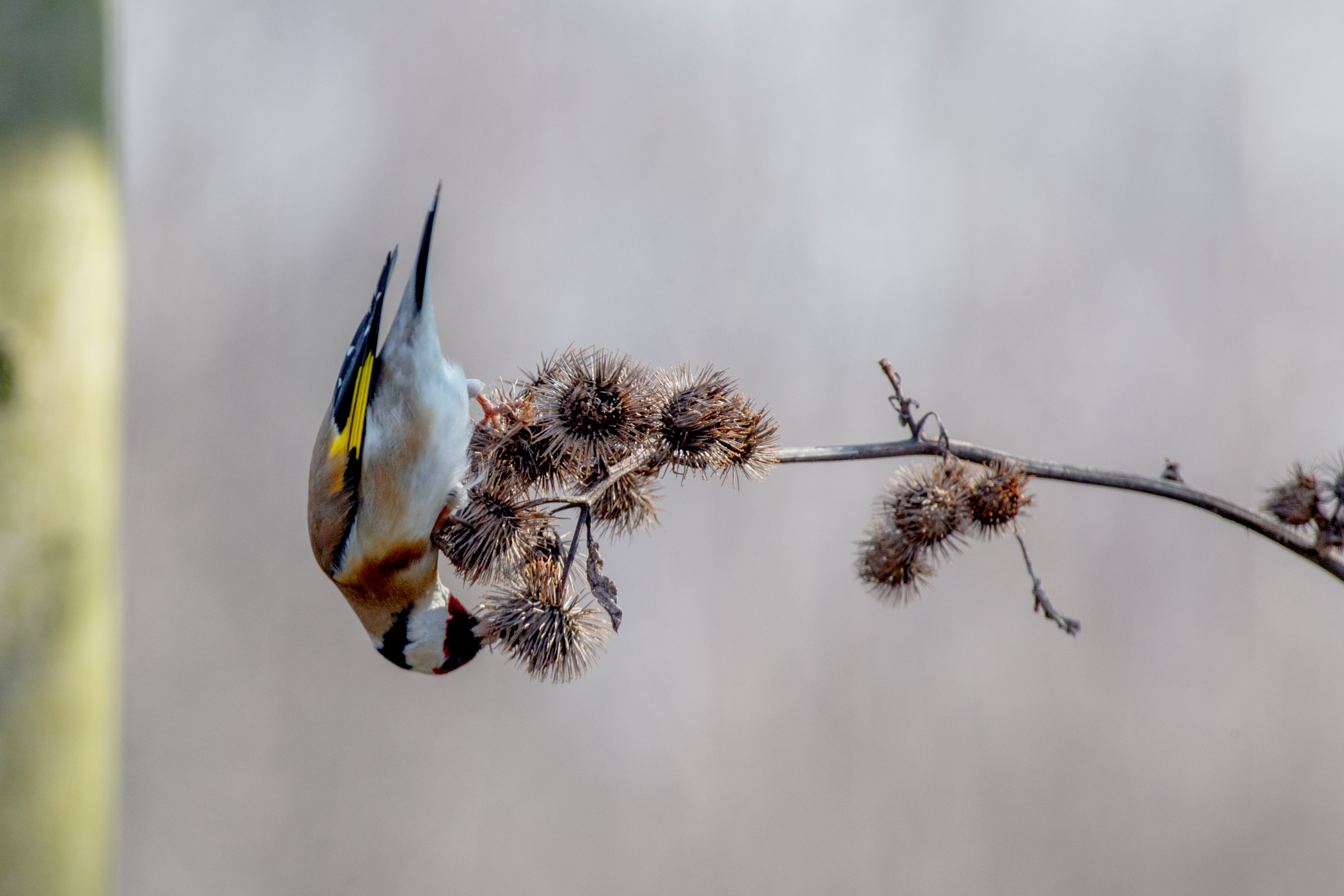
Esemplare si nutre a testa in giù a Łódź.

Il cardellino è un uccello prevalentemente granivoro, la cui dieta si compone in massima parte dei semi di una gran quantità di piante erbacee: oltre ai cardi, la predilezione per i quali ha fruttato a questi animali sia il nome comune che il nome scientifico, questi uccelli si nutrono di semi (maturi o ancora verdi) di acetosa, agrimonia, cicoria, romice, senecio, tarassaco, crespigno, piantaggine, girasole (rivelandosi molto ghiotti anche di quest'ultimo), oltre che dei semi di piante arboree a seme piccolo (principalmente cipresso e ginepro), foglioline, germogli, bacche e frutta matura.

Soprattutto durante il periodo riproduttivo, quando il fabbisogno energetico aumenta per via del corteggiamento e dell'allevamento della prole, i cardellini si nutrono di insetti ed altri piccoli invertebrati, che vengono forniti anche ai nidiacei.

### Riproduzione

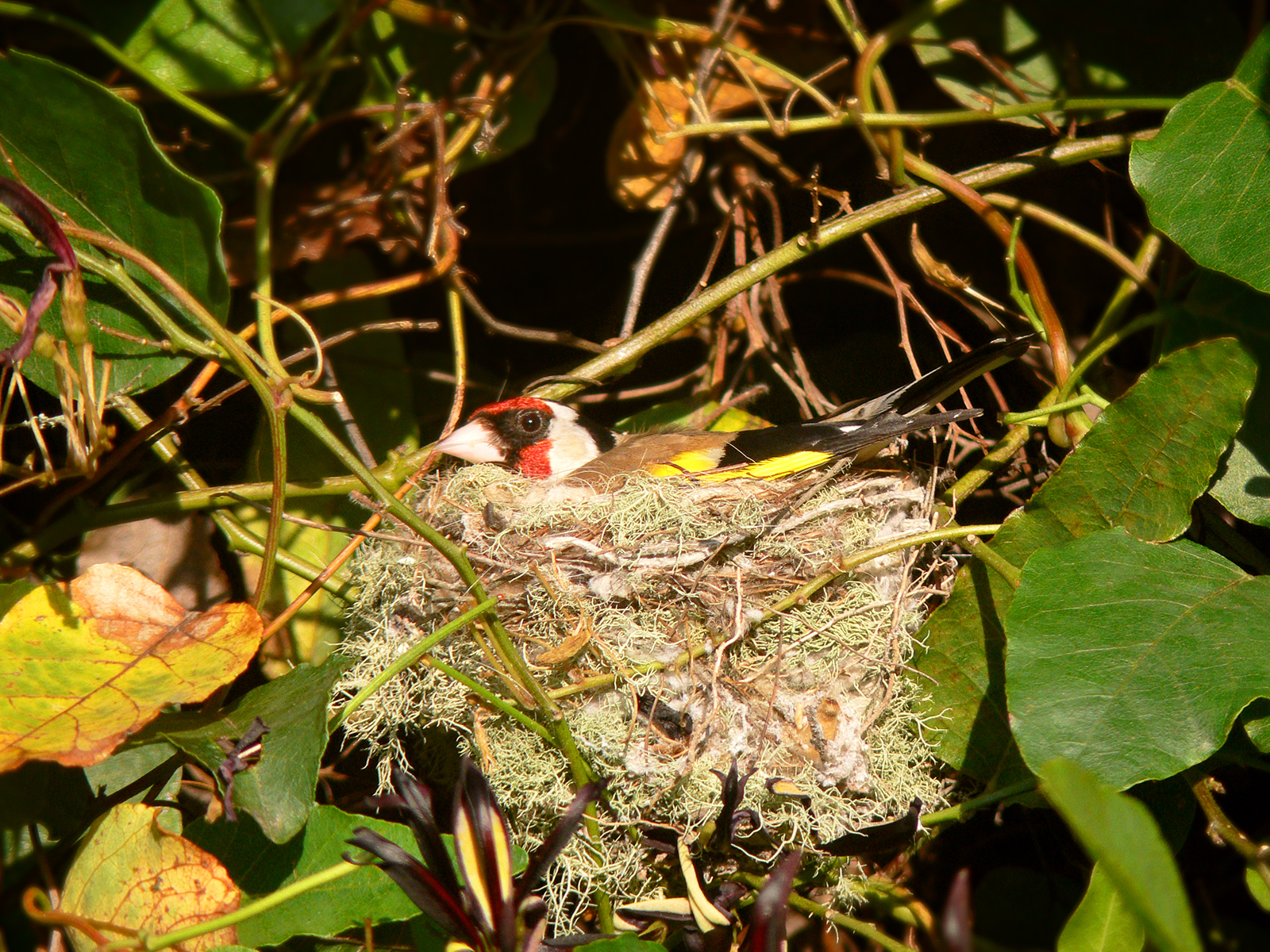
Femmina in cova.

La stagione riproduttiva va da aprile alla fine di agosto: durante questo periodo, vengono portate avanti 2 (sottospecie asiatiche, che si spostano più in quota per cominciare la seconda cova) o 3 covate, anche se non mancano i casi di 4 covate a seconda della disponibilità di cibo.
Le coppie (si tratta di uccelli monogami) cominciano a formarsi verso febbraio, coi due partner che vivranno a stretto contatto fino a settembre e anche dopo, aggregandosi generalmente al medesimo stormo: i maschi attirano le femmine cantando a squarciagola col becco aperto e le ali aderenti al corpo o con le punte lievemente rivolte verso il basso, ondeggiando il corpo per corteggiarle una volta arrivate. Le femmine ondeggiano a propria volta per segnalare interesse, accovacciandosi all'avvicinarsi del maschio e spostando lateralmente la coda per segnalare la propria disponibilità all'accoppiamento, permettendogli di montarle.

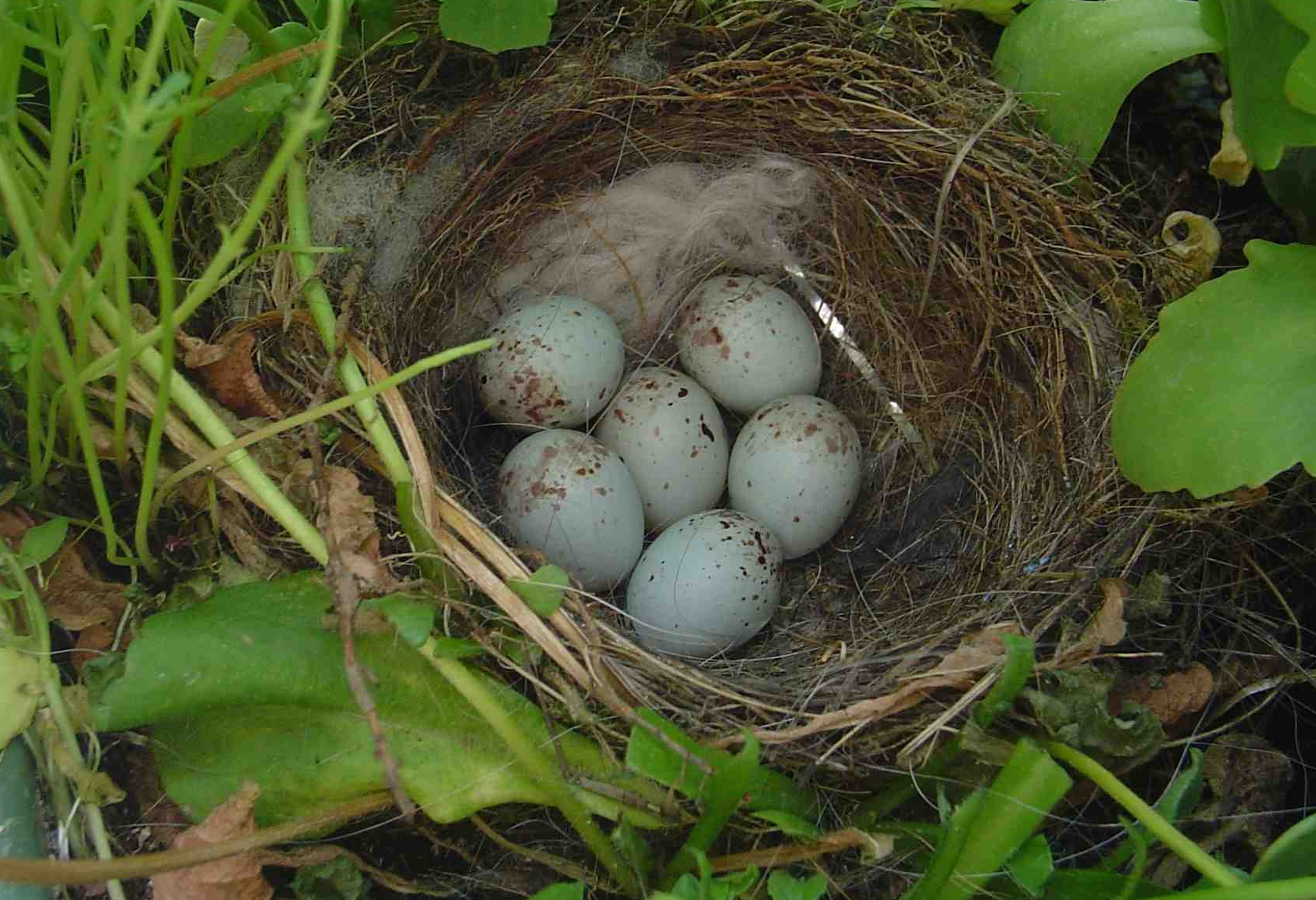
Nido con uova.

Il nido ha la forma di una coppa e viene costruito nel giro di circa una settimana dalla sola femmina, talvolta coadiuvata dal maschio che reperisce parte del materiale da costruzione: esso viene ubicato generalmente verso la biforcazione finale del ramo di un albero (spesso una conifera), e si compone di una parte esterna di rametti e licheni intrecciati e di una parte interna di fibre vegetali foderate ancora più internamente di piumino e lanugine, il tutto tenuto insieme da ragnatele. Al suo interno vengono deposte 2-7 uova di colore azzurro chiarissimo, con screziature brune di varia intensità particolarmente abbondanti sul polo ottuso. Le uova vengono covate dalla sola femmina per circa due settimane (circa 12 giorni nelle sottospecie meridionali, qualche giorno in più nelle grandi razze settentrionali): durante la cova, il maschio staziona nei pressi del nido, cantando frequentemente, tenendo d'occhio i dintorni per scacciare eventuali intrusi o individuare l'avvicinarsi di eventuali pericoli ed occupandosi di cercare il cibo per sé e per la compagna, imbeccata nel nido per tutto tutto il periodo in cui porta avanti la cova e per ancora qualche giorno fino a quando i piccoli inizieranno a mettere le piume. 

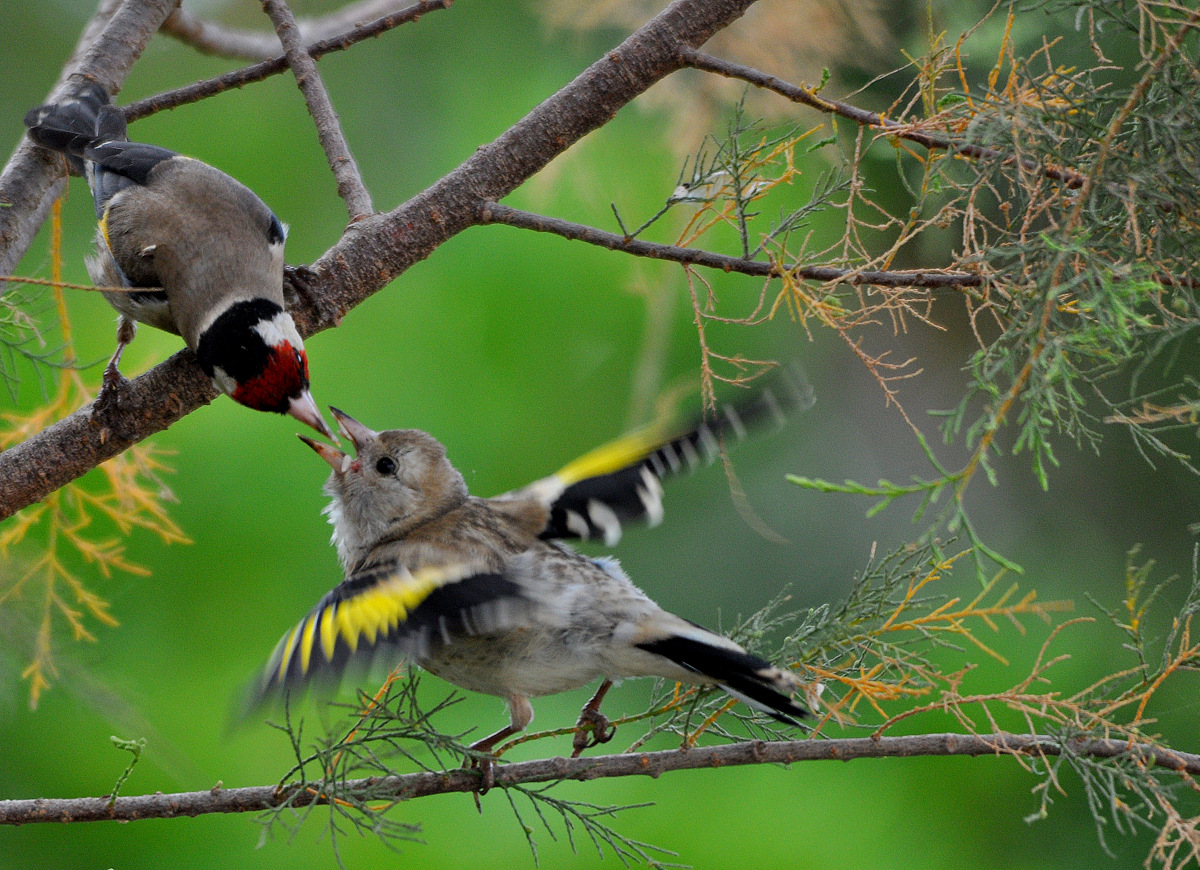
Giovane imbeccato da un genitore.

I pulli schiudono ciechi ed implumi. I genitori si alternano nelle cure parentali: mentre uno rimane al nido (per i primi 13-18 giorni la sola femmina), rimuovendo le deiezioni e tenendo al caldo e al sicuro la nidiata, l'altro si reca alla ricerca di cibo (semi immaturi, larve e afidi, i primi in proporzioni via via maggiori man mano che passano i giorni), che utilizzerà per imbeccare il coniuge ed i piccoli. In tal modo, i giovani cardellini sono pronti per l'involo attorno ai 13-18 giorni di vita: essi tendono tuttavia a rimanere ancora per una decina di giorni presso il nido, seguendo i genitori (che in genere stanno preparandosi a portare avanti un'altra covata) nei loro spostamenti e chiedendo loro (soprattutto al maschio), sebbene sempre più sporadicamente, l'imbeccata. In tal modo, i giovani vengono svezzati attorno al trentacinquesimo giorno dalla schiusa, quando sono virtualmente indipendenti e generalmente si disperdono.
La speranza di vita del cardellino in natura è di circa 3-4 anni, mentre in cattività questi uccelli (pur venendo generalmente considerati fra i fringillidi da gabbia più delicati e meno longevi) raggiungono i 10-12 anni d'età.

## Distribuzione e habitat

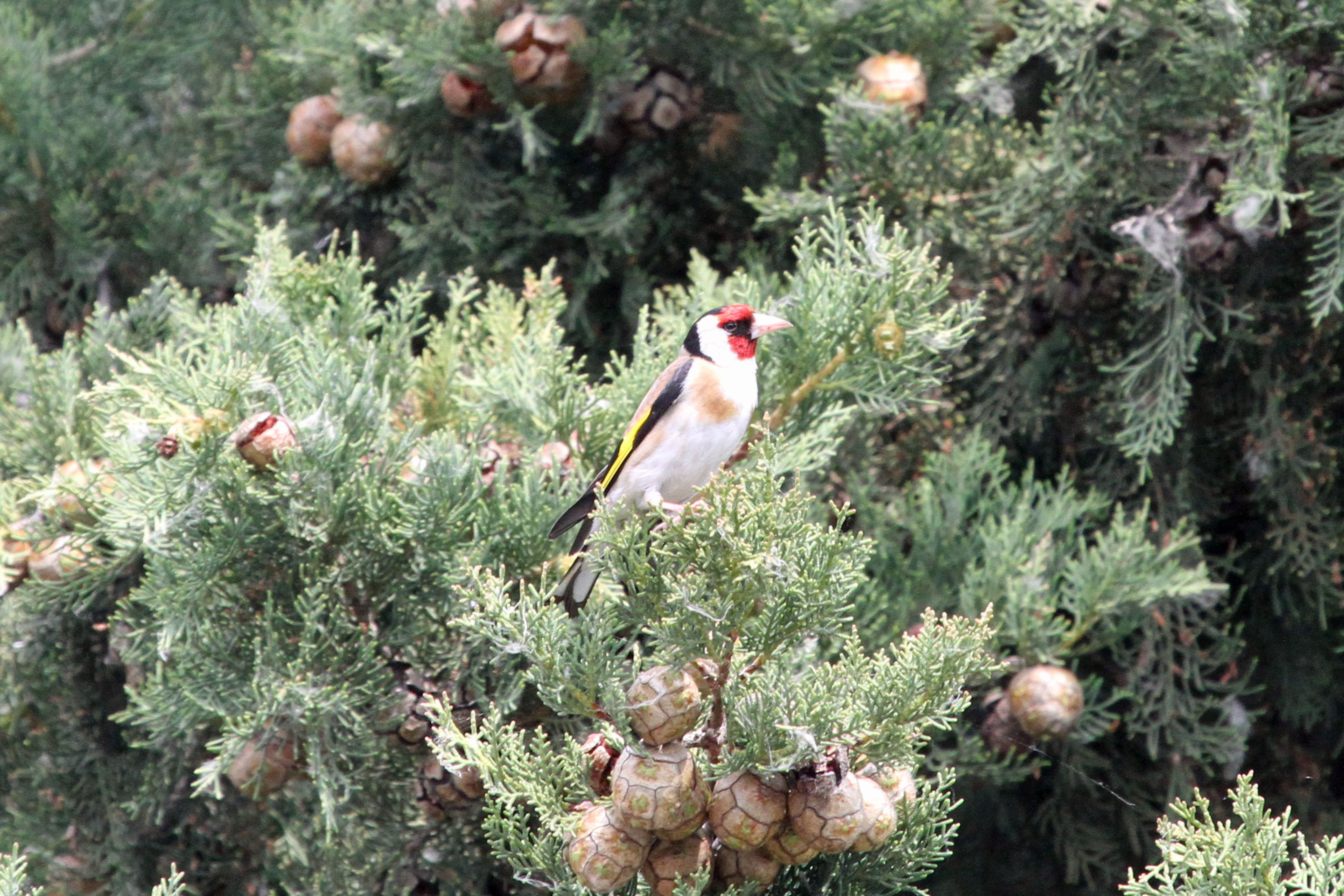
Esemplare su un Cipresso.

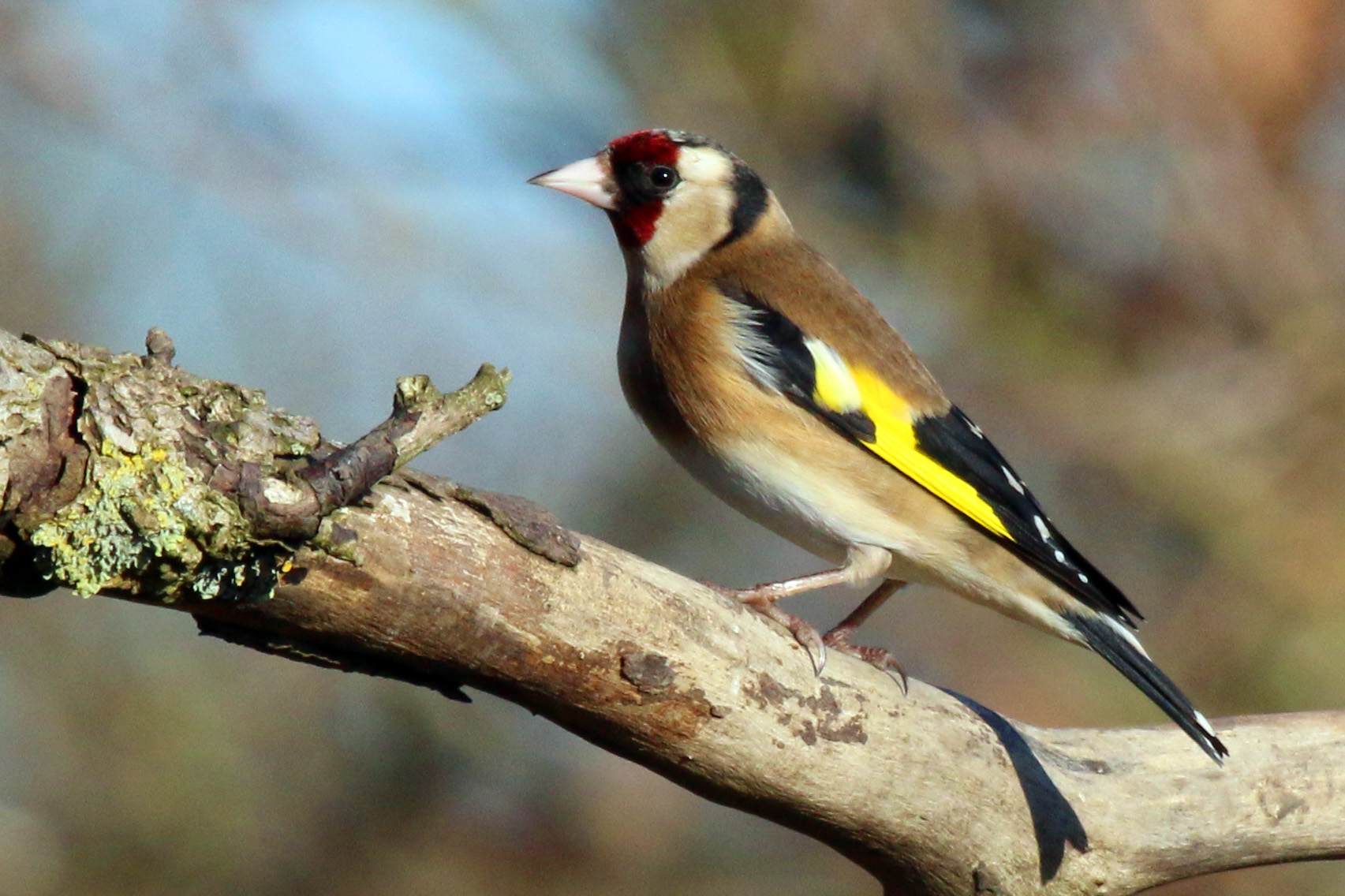
Esemplare nell'Oxfordshire.

Il cardellino occupa un areale piuttosto vasto a diffusione paleartica, comprendente le isole britanniche, gran parte dell'Europa continentale (fatta eccezione della penisola scandinava, della quale la specie colonizza solo la punta meridionale), l'Anatolia, il Levante, il Nordafrica e buona parte del basso corso del Nilo, oltre che la Russia europea e la Siberia occidentale e centrale (dove è visitatore estivo e riproduttore), Mesopotamia, Persia e Asia centrale (dove sverna) e le pendici meridionali dell'Himalaya. La specie è stata inoltre introdotta con successo nel corso del XIX secolo alle Azzorre, a Capo Verde, alle Bermuda, in Sudafrica, alle Falkland, in molte zone degli Stati Uniti, in Canada, in Messico, in vaste aree del Sud America (Brasile, Perù, Uruguay, Argentina, Cile) ed in Oceania (Australia orientale da Brisbane alla penisola di Eyre, Tasmania, Nuova Zelanda).

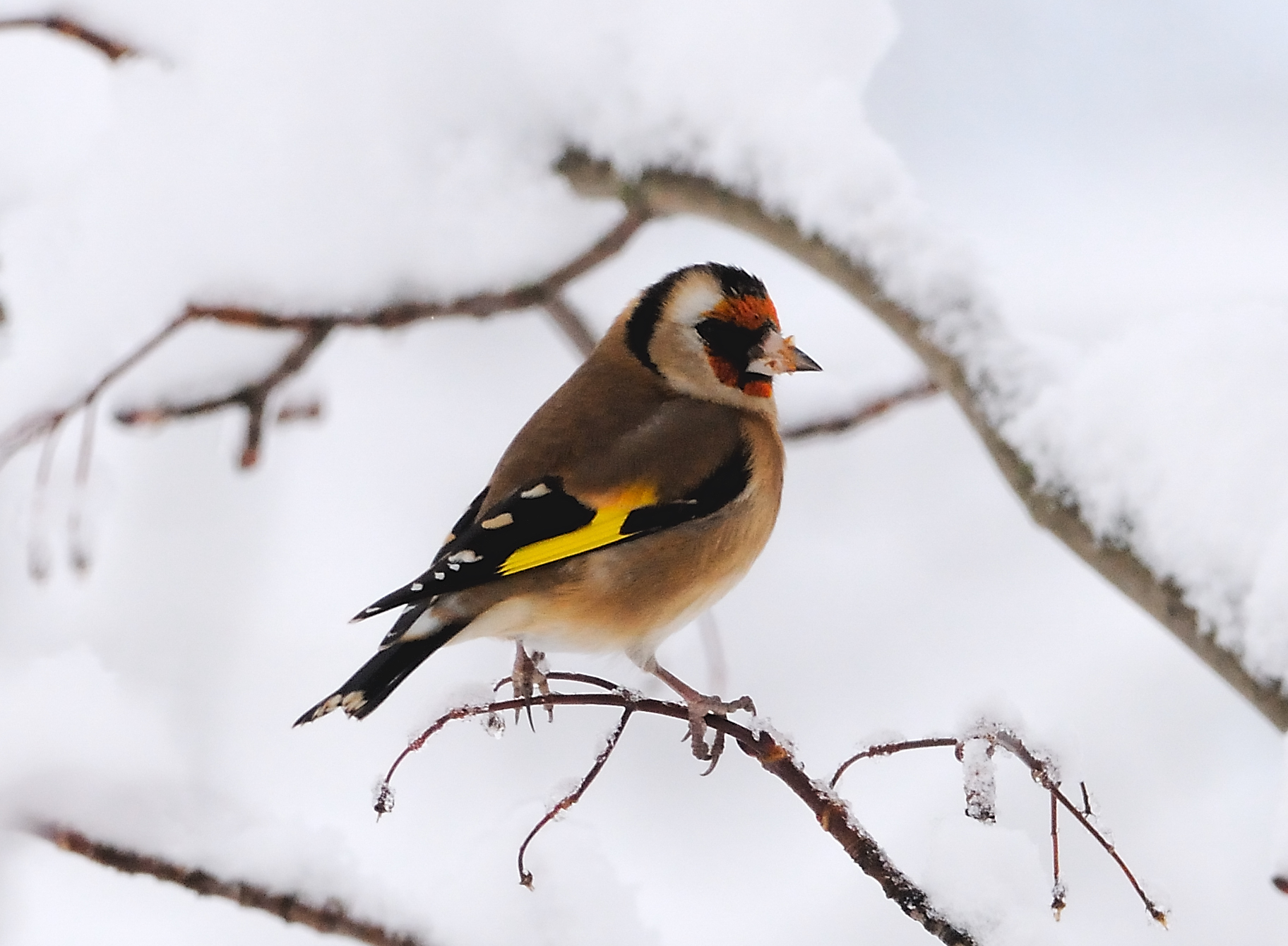
Esemplare nella neve in Inghilterra.

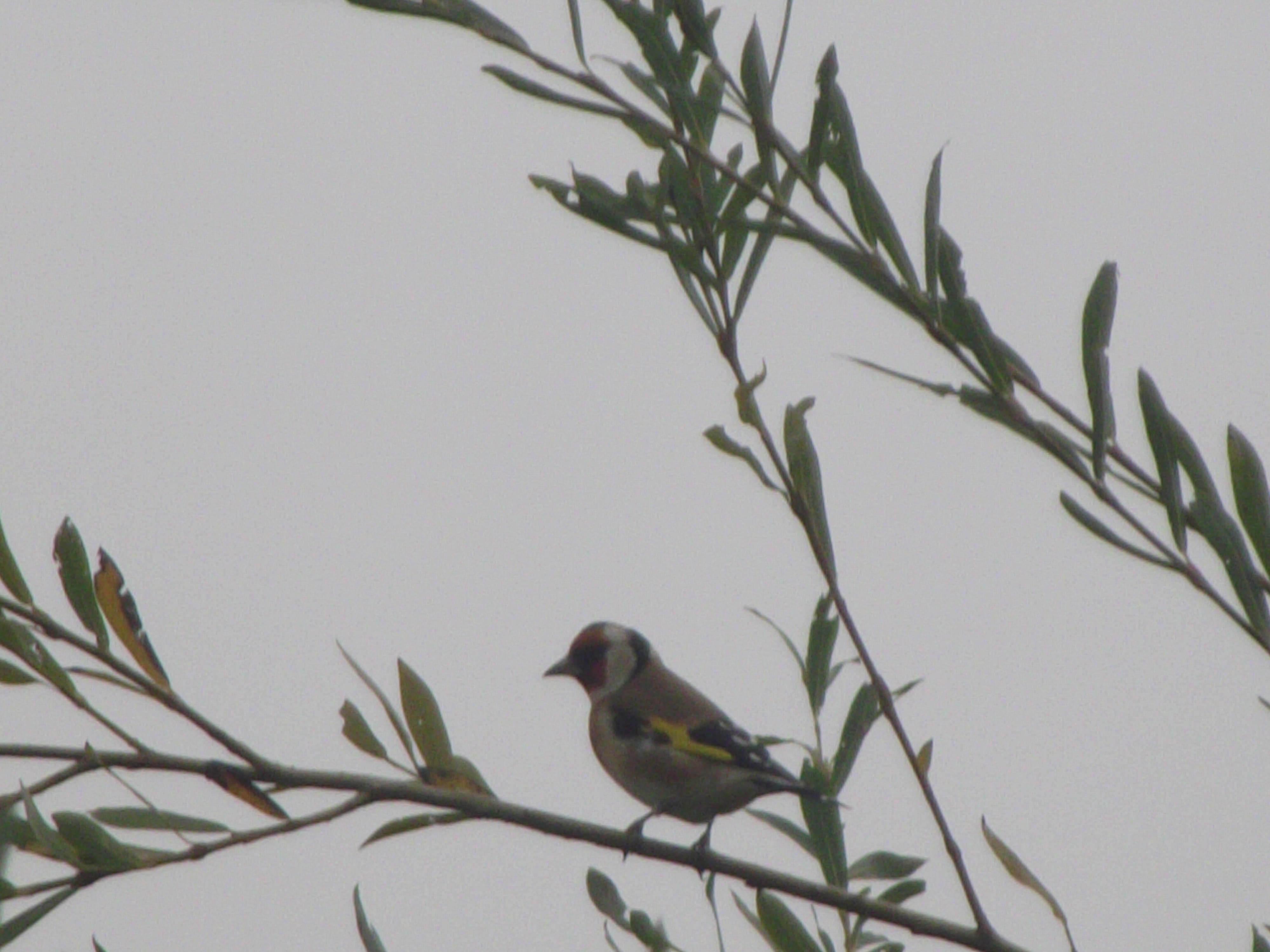
Esemplare su di un olivo.

In Italia la specie è diffusa e ben rappresentata in tutto il territorio nazionale (isole comprese), risultando particolarmente diffusa in Campania e Sardegna.

Generalmente residente, soprattutto le popolazioni di cardellino diffuse nelle aree più fredde (in special modo quelle orientali dell'areale occupato dalla specie) tendono ad effettuare migrazioni stagionali, scendendo di quota o andando a sud durante i periodi freddi.
Il cardellino è molto adattabile e può essere osservato in una grande varietà di habitat e a varie latitudini, accomunati fra loro dalla presenza di boschi o boscaglie non eccessivamente fitti, aree aperte erbose o cespugliose e fonti permanenti d'acqua dolce: lo si trova pertanto in un'ampia forbice di ambienti che va dalla macchia mediterranea alla taiga, ai campi di taglio alle pinete, alle piantagioni ed ai gineprai, oltre che nelle aree antropizzate, dove lo si vede nelle aree piantumate suburbane, nelle aree rurali e nei campi abbandonati con abbondante crescita di erbacce.

## Tassonomia
Se ne riconoscono quattordici sottospecie:
- Carduelis carduelis carduelis (Linnaeus, 1758) - la sottospecie nominale, che vive nell'Europa continentale dai Pirenei sino agli Urali; a sud-est è distribuito fino alle coste del Mar Nero e a nord si trova nella penisola scandinava fino al 64º parallelo;
- Carduelis carduelis britannica (Hartert, 1903) - diffusa in Gran Bretagna, Francia settentrionale e Paesi Bassi;
- Carduelis carduelis parva Tschusi, 1901 - diffusa nella penisola iberica a sud dei Pirenei, nelle isole Baleari, nel Nord Africa e nelle isole atlantiche delle Azzorre e delle Canarie;
- Carduelis carduelis tschusii Arrigoni degli Oddi, 1902 - diffusa in Corsica, Elba, Sardegna, Sicilia e Campania
- Carduelis carduelis balcanica Sachtleben, 1919 - distribuita in tutta la penisola balcanica fino alla Romania, alla Turchia e a Creta;
- Carduelis carduelis niediecki Reichenow, 1907 - diffusa in Medio Oriente;
- Carduelis carduelis brevirostris Zarudny, 1889 - vive in Crimea e sui monti del Caucaso fino al nord della Turchia orientale ed Iran occidentale;
- Carduelis carduelis colchica Koudashev, 1915 - presente nel Caucaso e in Crimea;
- Carduelis carduelis volgensis (Buturlin, 1906) - diffuso in Ucraina, Russia e Kazakistan;
- Carduelis carduelis frigoris Wolters, 1953 - il cardellino major, diffuso in Siberia ad est dei monti Urali fino ai monti Altai ed a sud fino alla città kazaka di Semipalatinsk;
- Carduelis carduelis paropanisi Kollibay, 1910 - diffuso dal Turkmenistan e dall'Iran sino alla Cina nord-occidentale;
- Carduelis carduelis subulata (Gloger, 1833) - presente in Kazakistan, Siberia e Mongolia;
- Carduelis carduelis caniceps Vigors, 1831 - il cardellino dell'Himalaya, diffuso in Pakistan, Himalaya, Tibet e Nepal;
- Carduelis carduelis ultima Koelz, 1949 - endemica dell'Iran.

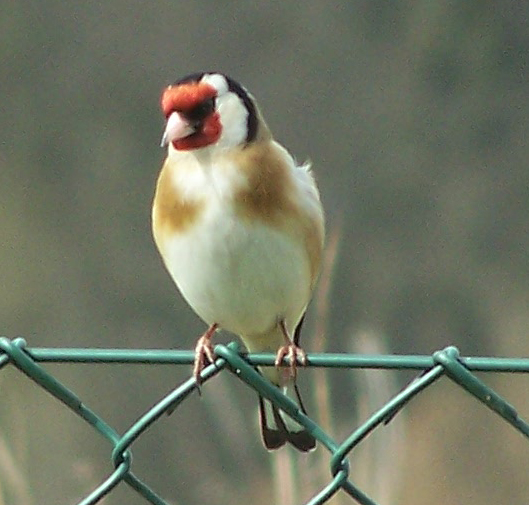
Carduelis carduelis carduelis
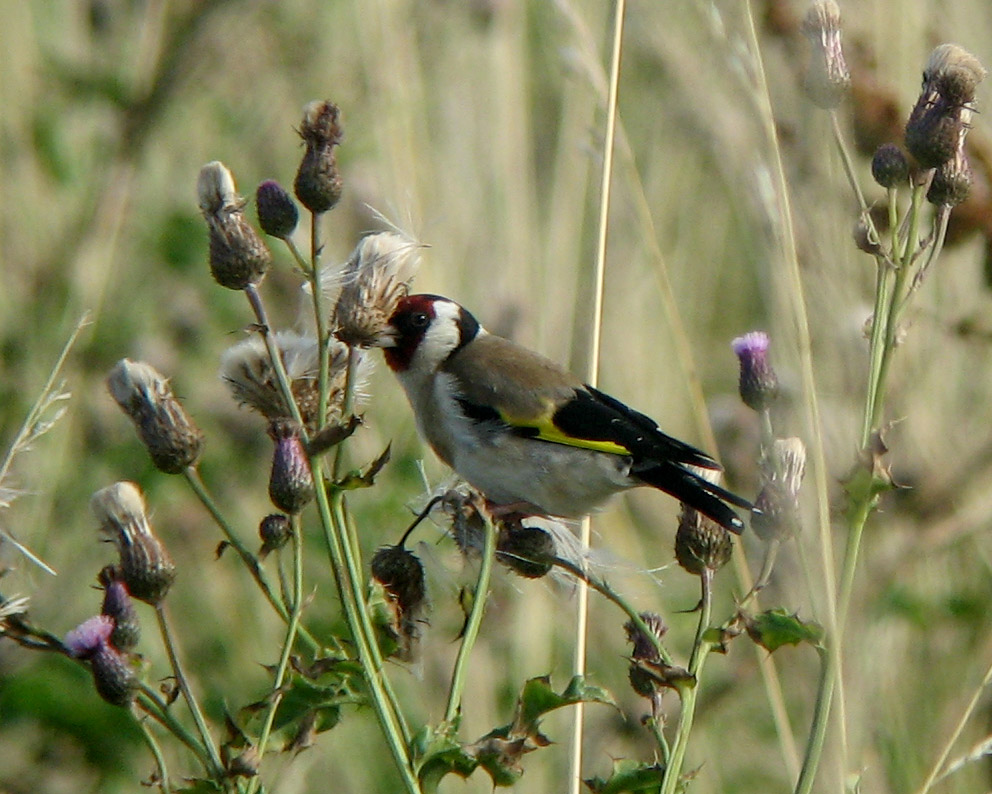
Subsp. britannica
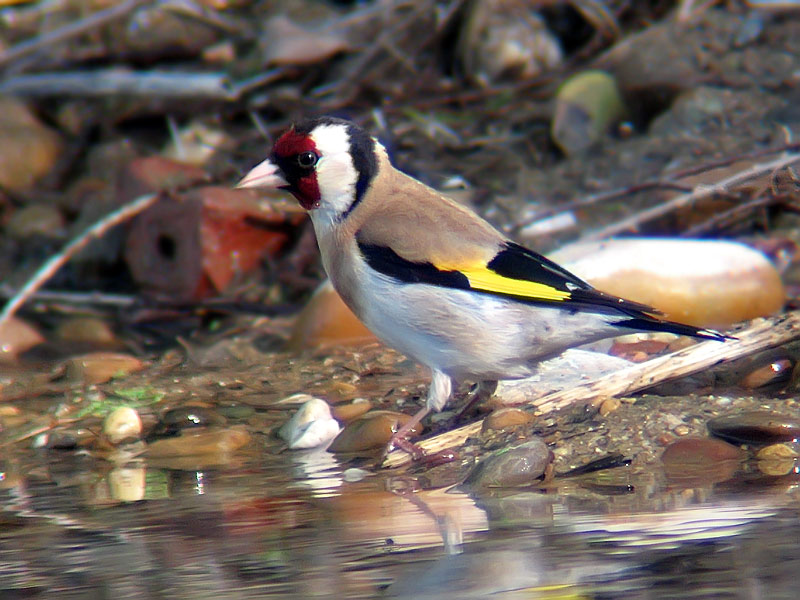
Subsp. parva, maschio
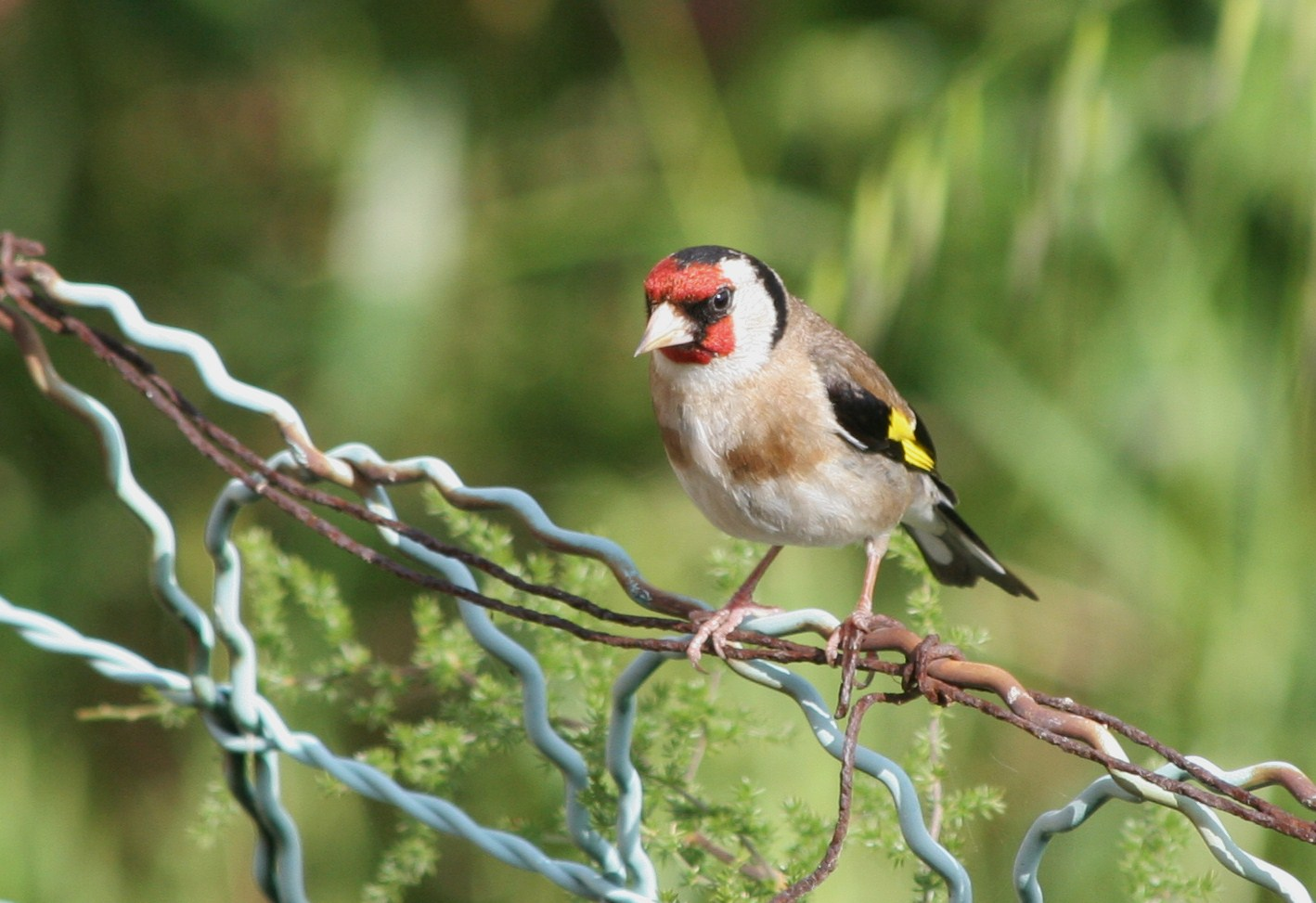
Subsp. tschusii, femmina
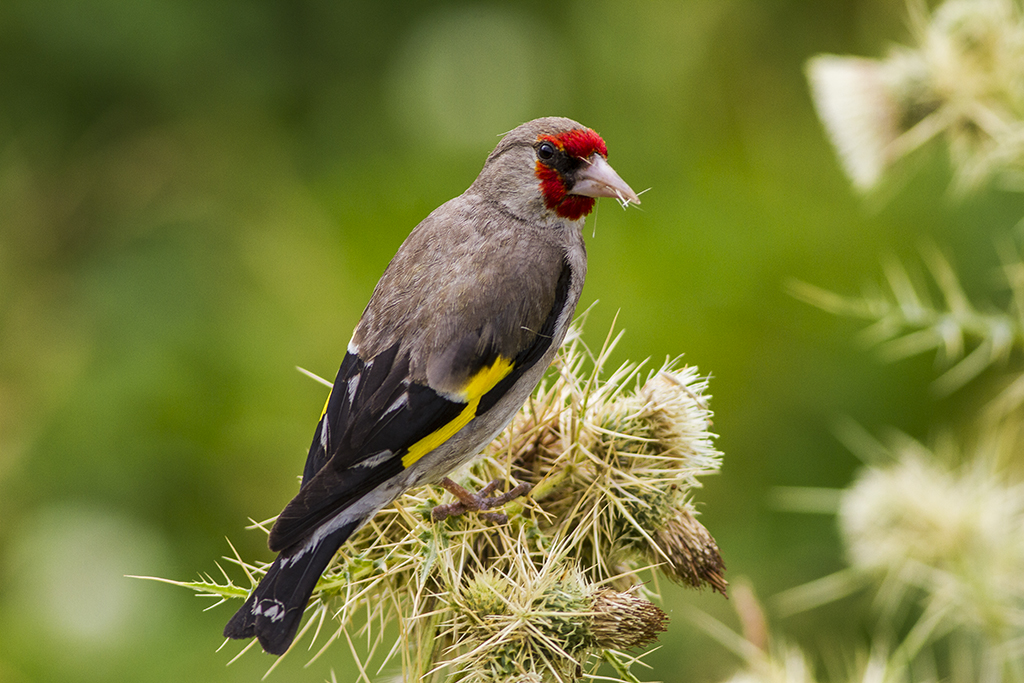
Subsp. caniceps

La sottospecie frigoris veniva in passato conosciuta come Carduelis carduelis major Taczanowski, 1869, tuttavia tale denominazione viene considerata un sinonimo obsoleto e non più valido: quando al genere Carduelis veniva ascritto anche il fanello nordico, la sottospecie brevirostris venne inoltre sinonimizzata in C. c. loudoni.
Generalmente si riconoscono in seno alla specie due gruppi:
- un gruppo carduelis comprendente la sottospecie nominale oltre a britannica, volgensis, frigoris, parva, tschusii, balcanica, colchica, niediecki e brevirostris;
- un gruppo caniceps costituito per l'appunto da caniceps, subulata, paropanisi e ultima.

Talvolta, queste ultime vengono considerate sottospecie di una specie a sé stante, Carduelis caniceps. I due gruppi differiscono per vari parametri morfologici (livrea bruna nel gruppo carduelis e grigia in caniceps, nuca nera nel primo gruppo e grigia nel secondo), oltre che per differenze nel canto: i due gruppi (o specie) si ibridano senza problemi nelle aree in cui il loro areale viene a sovrapporsi (come avviene fra le sottospecie brevirostris e paropanisi oppure fra subulata e frigoris), ed attualmente la maggior parte degli autori ritiene corretta l'ascrizione di ambo i gruppi ad un'unica specie.

## Rapporti con l'uomo
Da tempo immemore, in tutta l'area mediterranea i cardellini sono conosciuti per la bella colorazione ed il canto melodioso dei maschi, che vengono talvolta ancor oggi ibridati coi canarini per ottenere gli incardellati, a loro volta assai apprezzati per il canto.

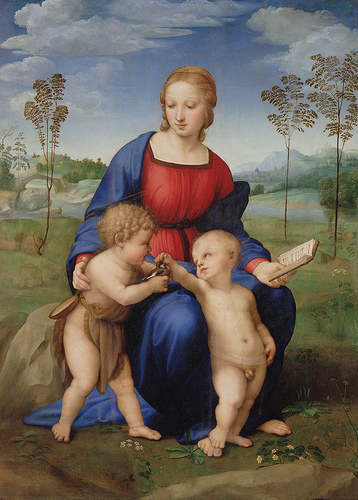
Raffaello, Madonna del cardellino, 1506 ca.

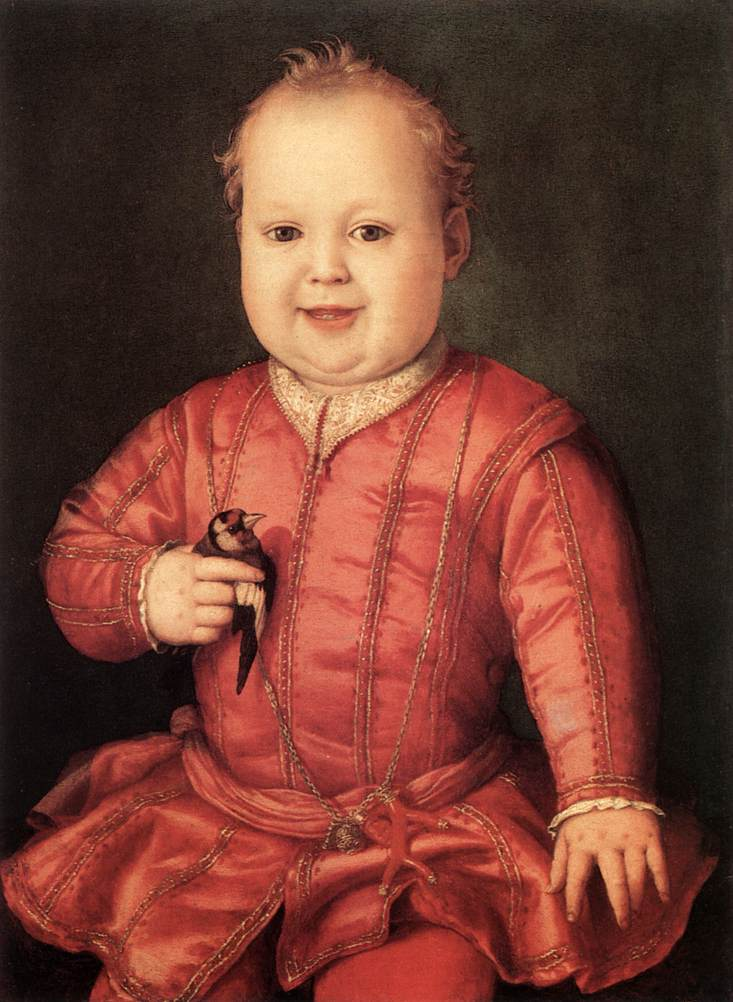
Bronzino, Giovanni de' Medici, 1545.

Secondo la mitologia greca il cardellino sarebbe in realtà una delle Pieridi, Acalante, trasformata in uccello da Atena; il mito è raccontato da Ovidio nelle Metamorfosi. In generale, nella antica cultura pagana il cardellino rappresentava l'anima dell'uomo che al momento del trapasso vola via: tale significato è stato mantenuto anche in ambito cristiano, dove il cardellino diviene inoltre simbolo della passione di Cristo, e per tale motivo raffigurato in numerosi dipinti rinascimentali (generalmente in associazione alla Madonna, a Giovanni Battista ed a Gesù bambino) come presagio del futuro del Messia cristiano:
- Nella Madonna del cardellino dipinta nel 1505-1506 da Raffaello Sanzio, San Giovanni Battista offre il cardellino al Cristo come simbolo della futura Passione.
- Anche Carlo Crivelli ha rappresentato il cardellino nelle sue opere, spesso nelle mani del Bambino Gesù: nella Madonna della Passione, nella Madonna col Bambino di Ancona, nella Madonna col Bambino di New York; nel Beato Gabriele Ferretti in estasi lo rappresenta invece poggiato su di un ramo, con un abile scorcio da dietro.
- Altri artisti, oltre al Crivelli, hanno raffigurato un cardellino nelle mani del Cristo Bambino, come ad esempio nella Madonna col Bambino, Angeli e i SS. Domenico, Andrea, Giovanni Evangelista e Tommaso d'Aquino di Biagio d'Antonio o nella Madonna e Gesù Bambino di Cima da Conegliano.
- Nella Sacra Famiglia di Federico Barocci Giovanni Battista tiene nelle mani un cardellino mantenendolo alto al di fuori della portata di un gatto interessato.
- Altri pittori celebri che raffigurarono cardellini sono: Jacopo del Casentino, nella Madonna del Rosario; Pieter Paul Rubens, nella Sacra Famiglia di Colonia; Giambattista Tiepolo nella Madonna del cardellino; il Guercino nella Madonna col Bambino e un cardellino che scappa, Michele Giambono nella Madonna col Bambino che tiene in mano il cardellino.

La connessione del cardellino con il Cristo bambino è giustificata a fortiori da una leggenda cristiana, nella quale si narra che un cardellino avesse tentato di rimuovere la corona di spine che trafiggeva il capo  del Cristo crocifisso, e che si fosse trafitto a sua volta, macchiandosi anche con il sangue di Gesù indelebilmente. Anche San Girolamo viene spesso raffigurato con un cardellino.
Il cardellino in gabbia è stato invece raffigurato in numerosi dipinti più recenti, come ad esempio I bambini Graham di William Hogarth, Manuel Osorio Manrique de Zuñiga di Francisco Goya e infine in Nord Sud di Joan Miró: menzione a parte merita il dipinto Il cardellino di Carel Fabritius, dalla cui osservazione nel MET da parte del protagonista si dipana il romanzo vincitore del Premio Pulitzer per la narrativa 2014 intitolato per l'appunto "Il cardellino".
Antonio Vivaldi scrisse un concerto per flauto detto "Il Gardellino" RV 428 (Op. 10 No. 3) in cui il flauto imita il canto del cardellino: ne Le quattro stagioni, inoltre, alla battuta 72 dello spartito del concerto Estate ha inserito la dicitura "IL GARDELLINO" (l'artista era veneziano, e in dialetto veneziano il cardellino viene chiamato gardèl o gardelìn), mentre nel sonetto che accompagna il concerto un verso dice "Canta la tortorella e 'l gardellino".
In Araldica è presente negli stemmi di diverse località, come, ad esempio, in quelli del comune italiano di Cardito e del comune della Repubblica Ceca di Stehelčeves.